# Hugo Strange
Professor Hugo Strange is een fictieve superschurk uit de Batman-strips van DC Comics. Hij werd bedacht door Bob Kane en Bill Finger. Hij is een van de oudste slechteriken uit de Batman-strips. Het personage bestaat al langer dan bijvoorbeeld The Joker en Catwoman.

## Geschiedenis
Hugo Strange werd in eerste instantie voorgesteld als een erg intelligente wetenschapper. Zo creëerde hij in een verhaal een dikke mist zodat hij ongezien banken kon overvallen. Later voerde hij ook experimenten uit op geesteszieke patiënten, waarna deze in zombies veranderden. Na een zware val lijkt hij uiteindelijk om het leven te komen.
In de jaren 70 keerde Hugo Strange terug in de stripverhalen van Batman, in de verhaallijn Strange Apparitions. Deze keer is hij de eigenaar van een privéziekenhuis waar enkele de rijkste inwoners van Gotham City welkom zijn. Hij gebruikt het ziekenhuis om de patiënten om te veranderen in monsters. Wanneer Bruce Wayne zich in het ziekenhuis laat behandelen, ontdekt Strange voor de eerste keer dat Wayne Batman is. Hij gaat met die informatie naar de grootste vijanden van de misdaadbestrijder. Hij wil de ware identiteit van Batman verkopen aan de misdaadbaas Rupert Thorne, The Penguin en The Joker. Thorne laat Strange vervolgens kidnappen en martelen. Strange sterft en zijn geest komt terug om Thorne het leven zuur te maken. Thorne geeft zich ten slotte aan bij de politie.
Midden jaren 80 blijkt dat Strange niet dood is. Hij had blijkbaar gedaan alsof hij dood was toen Thorne hem liet martelen. Ondertussen gaat de intelligente Strange met de hulp van drugs en robots de strijd aan met Batman. Deze keer komt Strange om het leven door een explosie.
In dezelfde periode verschenen ook verhalen die zich afspeelden op Earth-Two, en op een alternatieve wijze verdergingen waar de eerste strips uit de Golden Age verdergingen. Ze gaan verder na de zware (en dus niet dodelijke) val van Strange. Omwille van de val is Strange is gedeeltelijk verlamd. Hij laat zich opereren door een chirurg, maar de operatie mislukt. Vervolgens maakt hij gebruik van Starmans kosmische staaf om elke geliefde van Batman aan te vallen. Maar Batman laat zich niet doen en Strange gebruikt de kosmische staaf uiteindelijk om zelfmoord te plegen.
In het album Legends of the Dark Knight - Prey wordt Hugo Strange voorgesteld als een psychiater. Zijn hulp wordt ingeroepen om de ware identiteit van Batman te achterhalen. Strange wordt vervolgens geobsedeerd door Batman. Hij begint een Batmankostuum te dragen en probeert in zich in het hoofd van de misdaadbestrijder te begeven. Hij ontdekt dat Bruce Wayne Batman is, maar houdt de informatie voor zichzelf. Batman rekent hem uiteindelijk samen met de hulp van politieagent James Gordon in.
Vanaf dan blijft Strange vooral voorgesteld worden als een superintelligente psychiater. Hij blijft gevaarlijke experimenten uitvoeren en heeft ook banden met de maffia. Zo moet hij een berg schulden afbetalen aan misdaadbaas Salvatore Maroni.

## In andere media

### Televisie
- In Batman: The Animated Series kwam Strange (met de stem van Ray Buktenica) voor in een aflevering gebaseerd op de verhaallijn Strange Apparitions. Hierin is Strange het hoofd van een rusthuis, waar hij tijdens zijn psychiatrische sessies heimelijk een machine gebruikt waarmee gedachten in beeld worden omgezet. Strange ontdekt zodoende dat Bruce Wayne Batman is, en probeert de videoband met de film erop te verkopen aan Two-Face, de Joker en de Penguin. Batman heeft de video echter verwisseld, waarop de drie schurken zich tegen hem keren en hem bijna vermoorden. Vervolgens vermomt Dick Grayson zich als Bruce Wayne, zodat Stranges ontdekking niet lijkt te kloppen.
- In Justice League Unlimited had Strange in één aflevering een cameo als lid van Project Cadmus. Vanwege het zogenaamde Bat-Embargo mocht hij verder echter niet gebruikt worden in de serie.
- In The Batman speelde Strange een grotere rol. In eerste instantie is hij werkzaam als een controversiële psychiater in Batman: Arkham City, geobsedeerd door de criminele psyche. Nadat Strange een criminele supercomputer op Gotham heeft losgelaten, wordt hij zelf ook in Arkham opgesloten. Hij ontsnapt echter nog meerdere keren. Zijn stem werd in deze serie eerst ingesproken door Frank Gorshin, die in de Batman-televisieserie in de jaren 60 de Riddler speelde. Na Gorshins overlijden nam Richard Green dit over.
- In Young Justice heeft Strange ook een rol en hierin wordt zijn stem gedaan door Adrian Pasdar.
- In de televisieserie Gotham komt Hugo Strange ook voor. Hierin heeft hij een bijrol in seizoenen 2, 3 en 5. Ook heeft hij een gastrol in seizoen 4. In deze televisieserie wordt Hugo Strange gespeeld door B.D. Wong.

### Computerspellen
- In Batman: Arkham City is Strange een van de grote schurken. In dit spel heeft hij Arkham City opgezet en voert hij zijn plannen uit om iedereen die in Arkham City zit te vermoorden. Maar in werkelijkheid is Strange uit op Batman (wiens ware identiteit hij kent) en wil hem verslaan. Hij blijkt aan het einde van het computerspel samen te werken met Ra's al Ghul. Ra's al Ghul vindt dat Strange niet naar hem geluisterd heeft en vermoordt hem. De stem van Strange werd voor het videospel ingesproken door Corey Burton.
- In LEGO DC Super-Villains verschijnt Hugo Strange ook en hij is onder andere een speelbaar karakter. De stem van Hugo Strange werd in dit computerspel wederom weer door Corey Burton ingesproken.